# Ерл Кларк
Ерл Кларк (енгл. Earl Clark; Плејнфилд, 17. јануар 1988) амерички је кошаркаш. Игра на позицији крилног центра.

## Каријера
Играо је у НЦАА лиги за универзитет Лујвил од 2006. до 2009. године да би онда изашао на НБА драфт где су га као 14. пика одабрали Финикс санси. Након Финикса у НБА лиги је носио дрес Орландо меџика, Лос Анђелес лејкерса, Кливленд кавалирса и Њујорк никса.
Најбоље партије у својој НБА каријери је пружио у Лос Анђелес лејкерсима (2012/13) под вођством Мајка Д'Антонија, када је просечно бележио 7,3 поена и 5,5 скокова на 59 одиграних утакмица.
Током сезоне 2014/15. играо је у Кини за екипу Шандонга. Након тога се вратио у Америку, играо кратко у НБА за Бруклин нетсе а онда следи играње у НБА развојној лиги за Бејкерсфилд џем и Делавер ејтисевенерсе. Током лета 2016. поново одлази у Кину где кратко игра за Хенан.
У августу 2016. године долази у турски Бешикташ и са њима проводи наредне две сезоне. У сезони 2017/18. је на укупно 25 одиграних мечева у првенству Турске (лигашки део) бележио 8,6 поена и 5,1 скок по утакмици, док је у два меча четвртфинала плеј-офа (Бешикташ елиминисан од Банвита) просечно бележио 8,5 поена и 6,5 скокова и једну асистенцију. Играо је такође у ФИБА Лиги шампиона где је постизао просечно 10,7 поена и имао 4,3 ухваћене лопте на 11 одиграних мечева. У јуну 2018. је постао играч подгоричке Будућности. Са екипом Будућности је освојио Куп Црне Горе 2019. године. Након завршетка сезоне у Јадранској лиги, Кларку је истекао уговор па је напустио клуб.

## Успеси

### Клупски
- Будућност:
  - Куп Црне Горе (1): 2019.